# Pancur (Taktakan)
Pancur is een bestuurslaag in het regentschap Serang van de provincie Banten, Indonesië. Pancur telt 4187 inwoners (volkstelling 2010).